# Metabiantes meraculus
Metabiantes meraculus is een hooiwagen uit de familie Biantidae.